# Кальви, Джан
Джан (Джанвитторе) Кальви (итал. Gian Calvi; 18 мая 1938, Бергамо, Ломбардия, Италия — 24 июля 2016, Рио-де-Жанейро, Бразилия) — бразильский художник-иллюстратор итальянского происхождения.

## Биография

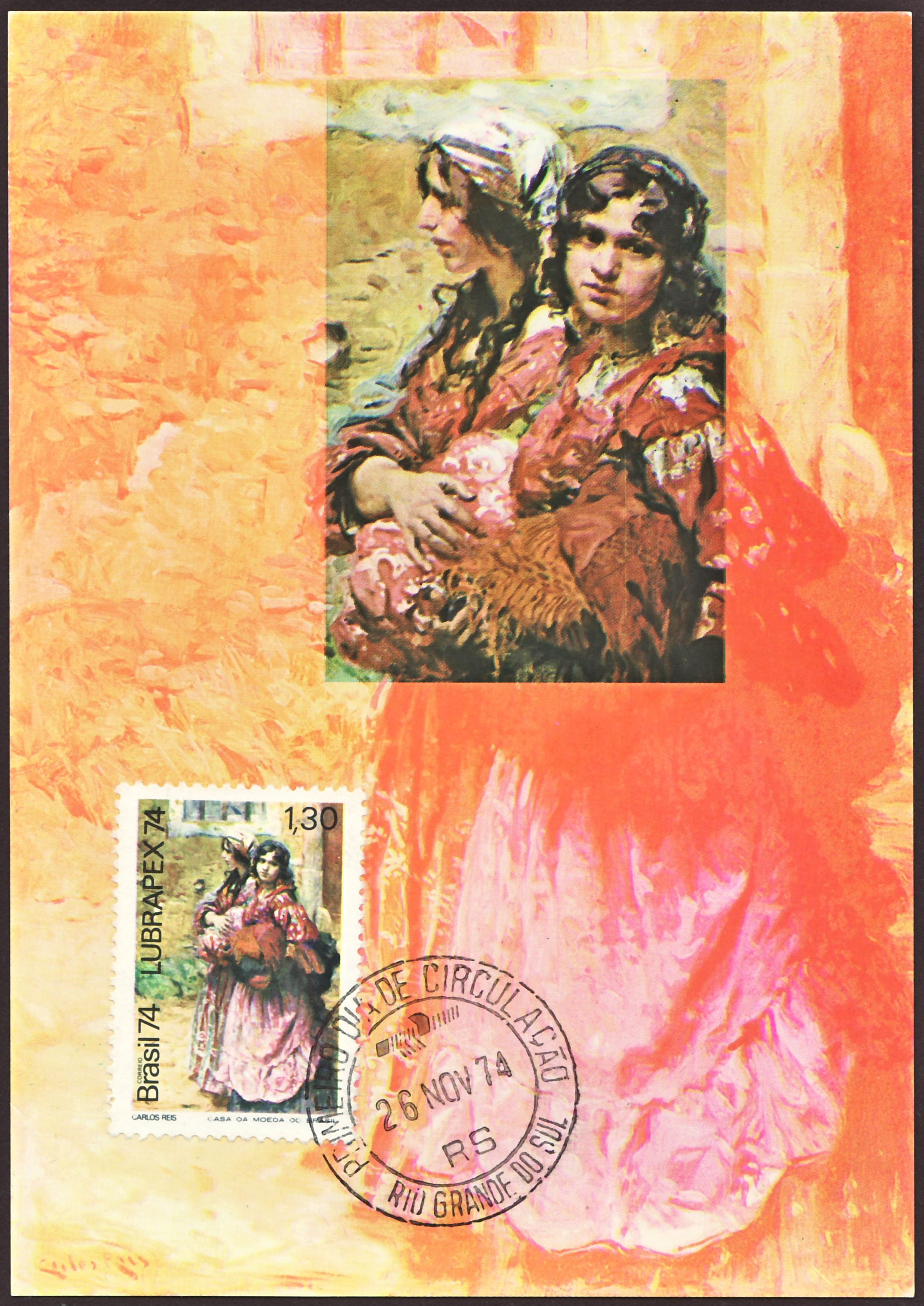
Почтовая марка Бразилии, посвящённая творчеству Д. Кальви. 1974 г.

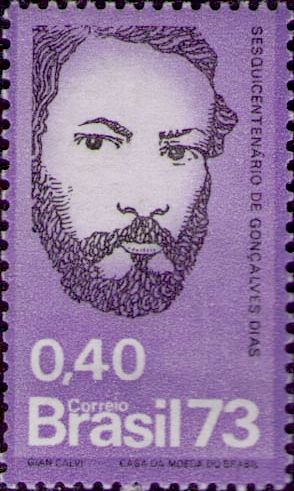
Антонио Гонсалвес Диас. Почтовая марка Бразилии, автор Д. Кальви. 1973 г.

С 1949 года проживает в Бразилии. Работал в области искусства и создания рекламных агентств. Консультант международных организаций по социальному развитию в странах Латинской Америки при поддержке ПРООН, ЮНЕСКО, ЮНИСЕФ, OAS, Всемирного банка и IDB и секретариатов образования и социально-экологического развития нескольких странах.
Художник-иллюстратор и соавтор более 90 детских книг, опубликованных в Бразилии, Латинской Америке, Европе, США, на Ближнем Востоке и в Японии. Автор проекта «Творческие дети», направленного на создание мультимедийных материалов для стимулирования творчества и фантазии ребёнка.
Координатор семинара-практикума Vejo as coisas de outro jeito (Я вижу вещи по-другому) для творческого общения авторов, иллюстраторов, педагогов. Работал в ряде стран Латинской Америки.
За творческие работы, разработку проектов по созданию и производству печатных и аудиовизуальных учебных материалов, удостоен нескольких наград, в том числе:
- Лучшая почтовая марка Бразилии (Бразильская почтовая и телеграфная компания, 1972)
- Премия Национальной книжной академии Бразилии (1974)
- Grande Prêmio NOMA (Япония, 1982)
- Премия имени Х. К. Андерсена (1985)
- Колумбийская книжная премия за лучшую обложку фантастической книги (1984)
- Международный биеннале плакатов и рекламных рисунков (Польша, 1986)
- Колумбийская книжная премия (1986)
- 1 место конкурса Колумбийской ассоциации детской книги «Лучшая книга» (Колумбия, 1987) и другие.